# Минами-Синдзюку
Станция Минами-Синдзюку (яп. 南新宿駅 минами синдзюку эки) — железнодорожная станция на линии Одавара, расположенная в специальном районе Сибуя, Токио.
Станция была открыта 1-го апреля 1927 года под названием Сэдагая-Синдэн (яп. 千駄ヶ谷新田), 1-го июля 1931 года была переименована в Одакю-Хонсямаэ (яп. 小田急本社前). Своё нынешнее название станция получила 1-го мая 1942 года.

## Планировка станции
2 пути и две боковые платформы.
| 1 | ■ Линия Одавара | Матида ・ Хон-Ацуги ・ Одавара ・(Hakone Tozan Railway) Хаконэ-Юмото ・(Линия Тама) Каракида ・(Линия Эносима) Фудзисава ・ Катасэ-Эносима |
| 2 | ■ Линия Одавара | Синдзюку |

## Близлежащие станции
| «                                           |               | Линия         |               | »             |
| Линия Одавара                               | Линия Одавара | Линия Одавара | Линия Одавара | Линия Одавара |
| ------------------------------------------- | ------------- | ------------- | ------------- | ------------- |
| Синдзюку                                    |               | Local         |               | Сангубаси     |
| Sectional Semi-Express: не останавливается  |               |               |               |               |
| Semi-Express: не останавливается            |               |               |               |               |
| Express: не останавливается                 |               |               |               |               |
| Tama Express: не останавливается            |               |               |               |               |
| Rapid Express: не останавливается           |               |               |               |               |
| Ltd. Exp. "Romance Car": не останавливается |               |               |               |               |